# Boris Starck
Boris Starck, né le 21 juin 1909 à Craiova et mort le 6 octobre 1974 à Paris 14e, est un professeur franco-roumain de droit civil.
Il est connu pour sa théorie de la garantie.